# Roy Chiao
Roy Chiao (16 de março de 1927 - 15 de abril de 1999) foi um ator chinês residente em Hong Kong, mais famoso nos Estados Unidos pelo papel secundário do vilão Lao Che no filme de 1984 Indiana Jones e o Templo da Perdição .

## Biografia
Chiao nasceu em Xangai em 1927. Seu pai era apoiador do líder político Sun Yat-sen e fazia parte da Revolução Chinesa. Durante a Guerra da Coréia, Chiao foi para Taiwan. Ele se juntou ao Exército dos Estados Unidos em algum momento e, sendo fluente em mandarim, cantonês, xangaiense e inglês, foi locutor e intérprete do exército. Em 1955, ele foi para o Japão onde conheceu a atriz Bai Guang, que o escalou para o filme de 1956, Xian mu dan .
Por volta de seus 20 anos de idade, Chiao casou-se com a disc-jockey Liu Yen-Ping em uma cerimônia cristã, religião para a qual se converteu após sobreviver um acidente automobilístico e uma queda de avião. Em 1964, ele e sua esposa imigraram para Seattle . Em seus últimos anos, ele se envolveu no trabalho missionário.
Ele foi o fundador da "Casa dos Artistas", uma Sociedade Cristã que dava suporte atores, cantores, músicos e compositores em Hong Kong.
Chiao sobreviveu à três ataques cardíacos antes de sua morte relacionada a uma doença cardíaca.

## Carreira
As produções de língua inglesa em que Chiao apareceu incluíram papéis nos filmes de Bruce Lee Operação Dragão (1973) e Jogo da Morte (1978), e ao lado de Jean-Claude Van Damme no filme O Grande Dragão Branco (1988). Ele atuou em muitos filmes de Hong Kong totalizando 90 filmes em sua carreira.

### Décadas de 50 e 60
A estreia de Chiao nas telas foi no filme de 1956, Xian mu dan, que surgiu como resultado de seu encontro com a atriz Bai Guang, que o havia escalado para o filme. Por recomendação dela, em 1957 Chiao assinou contrato com a produtora MP & GI Studios.
Destacando-se como charmoso protagonista, foi escalado para o filme O Proscrito de Hong Kong (1959), onde Chiao interpretou o papel do Americanizado Johnny Sing-Up, um gangster inspirado em Elvis Presley. Apesar de contracenar com o ator Orson Welles, o filme não foi bem recebido pela crítica.

### De 1970 à 1999
Em suas últimas décadas no cinema Chiao se destacou no premiado papel de Lin Sun no drama Neve de Verão (1995), na sequência interpretou um avô que sofria de Alzheimer no filme Tou tou ai ni (1996).

Roy Chiao faleceu em 1999 de complicações relacionadas à problemas cardíacos aos 72 anos, na cidade de Seattle, nos Estados Unidos.

## Filmografia selecionada
- O Proscrito de Hong Kong (1959) - Jhonny Sing-Up
- Cinco Dragões Dourados (1967) - Inspetor Chiao